# Jonas Gahr Støre
Jonas Gahr Støre (ur. 25 sierpnia 1960 w Oslo) – norweski polityk, urzędnik państwowy i dyplomata, od 2014 przewodniczący Partii Pracy, minister spraw zagranicznych w latach 2005–2012, minister zdrowia w latach 2012–2013, od 2021 premier Norwegii.

## Życiorys
W 1981 ukończył kurs oficera marynarki w akademii marynarki wojennej Sjøkrigsskolen, a w 1985 nauki polityczne w Instytucie Nauk Politycznych w Paryżu.
Pracę zawodową rozpoczął w 1986 jako wykładowca harvardzkiego projektu negocjacji na Harvard Law School. Od 1986 do 1989 zajmował się badaniami naukowymi w szkole biznesowej Handelshøyskolen BI. W 1989 został specjalnym doradcą w urzędzie premiera Norwegii, funkcję tę pełnił do 1995. Następnie do 1998 zajmował stanowisko dyrektora generalnego departamentu spraw zagranicznych w tym urzędzie, po czym objął urząd ambasadora delegacji norweskiej przy Organizacji Narodów Zjednoczonych w Genewie. Jeszcze w 1998 przeszedł na funkcję dyrektora wykonawczego w Światowej Organizacji Zdrowia pod przewodnictwem Gro Harlem Brundtland. W latach 2000–2001 był sekretarzem stanu oraz szefem sztabu w biurze premiera Jensa Stoltenberga. Od 2002 do 2003 był przewodniczącym zespołu ekspertów ECON Analysis. W latach 2003–2005 sprawował funkcję sekretarza generalnego Norweskiego Czerwonego Krzyża.
17 października 2005 został mianowany ministrem spraw zagranicznych w drugim rządzie Jensa Stoltenberga. W 2009 uzyskał mandat deputowanego do Stortingu. 21 września 2012 przeszedł na stanowisko ministra zdrowia. W 2013 utrzymał mandat poselski, kończąc urzędowanie na stanowisku ministra.
14 czerwca 2014 zastąpił Jensa Stoltenberga na stanowisku przewodniczącego Partii Pracy. W 2017 i 2021 wybierany ponownie do norweskiego parlamentu.
W wyniku drugich z tych wyborów ugrupowania centroprawicy utraciły większość w parlamencie. Jonas Gahr Støre zawarł wówczas porozumienie koalicyjne o utworzeniu mniejszościowego rządu centrolewicowego z udziałem Partii Pracy i Partii Centrum. 14 października 2021 objął urząd premiera Norwegii, stając na czele nowego gabinetu. W styczniu 2025 centryści ogłosili opuszczenie koalicji rządowej.